# Лупійчук Володимир Васильович
Володимир Васильович Лупійчук (22 грудня 1929, м. Волочиськ Хмельницької області, Україна — 27 квітня 2006, м. Тернопіль, похований у Волочиську) — український скульптор, різьбяр, громадсько-політичний діяч. Член Національної спілки майстрів народного мистецтва України (1990). Заслужений майстер народної творчості України (2002). Батько Віктора Лупійчука.

## Життєпис
Закінчив художньо-ремісниче училище за фахом альфрейщик-живописець (1948, м. Львів), будівельний технікум у м. Чернівці (1961).
Працював на будовах Тернополя (1948—1978), різьбярем у Львівському художньо-виробничому комбінаті (1978—1990).
Від 1991 — голова ініціативної групи відродження на Тернопільщині Українського козацтва, від 1992 — отаман Українського козацького товариства м. Тернопіль, від 1993 — крайовий отаман Коша Вільного козацького товариства Тернопільщини. Голова Ради Старійшин, член Ради козаків-засновників відродженого українського козацтва (від 1990), генерал-хорунжий.

## Доробок
Скульптурою займався від 1961.
Твори зберігаються в музеях Тернопільщини, міст Львів, Київ, Канів, Бережани, Яготин та інших.
Фотографіями робіт Володимира Лупійчука проілюстровані «Поезії 1837—1861» Т. Шевченка у 2-х книгах (К., 1989).

### Виставки
Колективні
- м. Тернопіль (1961—1962, 1964, 1966—1967, 1970, 1972, 1973—1975, 1980, 1983—1984, 1986—1988, 1990, 1998—1999, 2000, 2002),
- м. Київ (1967, 1970, 1972—1973, 1975, 1982—1984, 1987—1988, 1999, 2000),
- м. Москва (1967, 1970, 1982, 1987; нині РФ),
- м. Слівен (1982; Болгарія).

Персональні (понад 200)
- м. Львів (1983, 1992),
- м. Едмонтон (1990; Канада),
- м. Тернопіль (1992, 1996, 2005),
- м. Збараж (2004).

### Твори
- «Устим Кармалюк» (1967),
- «Дума запорожця» (1970),
- «Мати» (1972),
- «Брати-слов'яни» (1974),
- серія скульптурних робіт «Шевченкіана» (1978—1988)
- Пам'ятник Тарасові Шевченку в с. Курівці Зборівського району (1964) та інші.

## Відзнаки
- Премія імені В. Винниченка (1994).
- Премія Фонду Тараса Шевченка (2001).
- Золота медаль республіканської виставки народної творчості (1967).
- Бронзова медаль всесоюзної виставки народної творчості (1967).
- Бронзова медаль республіканської виставки (1972).
- Нагороди міжнародної організації «Українське козацтво»:
  - Орден ім. Д. Вишневецького (1999),
  - орден «Козацька доблесть» 3 ступеня (2002),
  - лицарські відзнаки-хрести за сприяння відродженню українського козацтва 1, 2, 3 ступенів та інші.